# Misumena adelae
Misumena adelae är en spindelart som beskrevs av Cândido Firmino de Mello-Leitão 1944. 
Misumena adelae ingår i släktet Misumena och familjen krabbspindlar. Inga underarter finns listade i Catalogue of Life.